# نيكولاس وول
نيكولاس ج. وول (بالإنجليزية: Nick Wall) (18 ديسمبر 1906 – 17 مارس 1983)، فارس سباق من مستعمرة نيوفاوندلاند، حقق نجاحًا كبيرًا في كندا وحقق لقب بطل الفروسية الوطني في الولايات المتحدة عام 1938.

## حياته
وُلد في لوير غالي، كيليغروز، خليج الكونسبشن، مستعمرة نيوفاوندلاند، انتقلت عائلته إلى غلاسي باي في نوفا سكوشا عندما كان صغيرًا. هناك، نشأ في مدينة تعدين فحم حيث عمل في المناجم كفارس على الفَرَس البوني. بدأ مسيرته الاحترافية كفارس سباق في عام 1926، وفي عام 1928 حقق فوزه الأول في سباق كأس الملك إدوارد في مضمار وودباين بارك في تورونتو. كانت معظم مشاركاته في السباقات في الولايات المتحدة، حيث شارك في جميع السباقات الكلاسيكية الأمريكية، وكانت أبرز نتائجه في سباق كنتاكي ديربي 1936، عندما حل في المركز الرابع على ظهر حصان "كولدستريم".
حقق نيكولاس أفضل إنجازاته في عام 1938 عندما أصبح بطل الفروسية في الولايات المتحدة من حيث الأرباح. في ذلك العام، فاز بالعديد من السباقات المهمة في مناطق نيويورك وبوسطن، واشتهر بفوزه في سباق سانتا أنيتا هاندكاب في أركاديا، كاليفورنيا.
استمر نيكولاس في السباقات بنجاح حتى تعرض لإصابة خطيرة في سباق عام 1945 أثرت على قدراته الفروسية. وعندما تقاعد في عام 1957، كان قد شارك في 11,164 سباقًا، محققًا 1,419 فوزًا، و1,305 مركزًا ثانيًا، و1,352 مركزًا ثالثًا.
في عام 1940، شارك نيكولاس في فيلم "That Gang of Mine" من إنتاج شركة مونوجرام بيكتشرز، حيث أدى دور الفارس جيمي سوليفان.
في عام 1979، تم إدخال نيكولاس إلى قاعة مشاهير الرياضة في كندا وقاعة مشاهير الرياضة في نيوفاوندلاند ولابرادور.

## وفاته
توفي في بيليروز، نيويورك، عام 1983 عن عمر يناهز 76 عامًا.